# Luiz Veronese

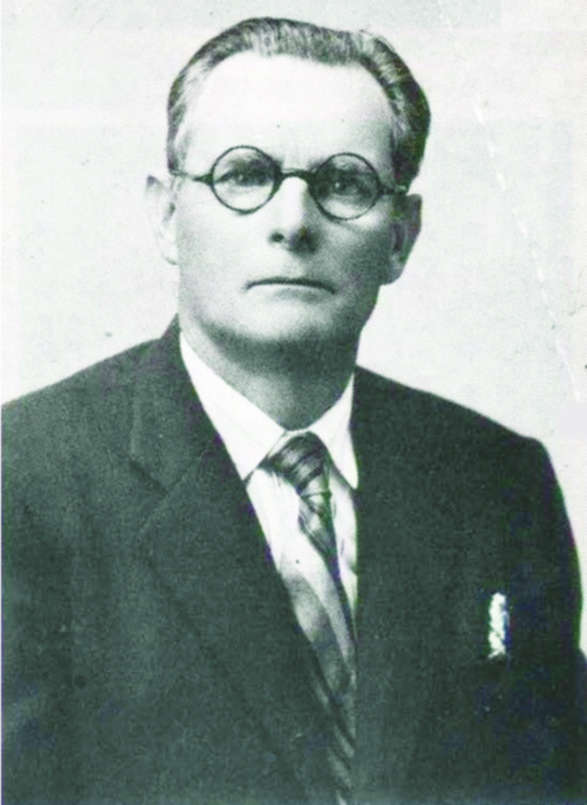
Luiz Veronese.

Luiz Veronese (10ª Légua de Caxias do Sul, hoje Flores da Cunha, 28 de abril de 1886 — Caxias do Sul, 22 de maio de 1952) foi um químico e industrial brasileiro.
Nascido na zona rural da antiga Colônia Caxias, o Travessão Marcolino Moura da 10ª Légua, hoje incorporado ao município de Flores da Cunha, era filho dos imigrantes italianos Felice Veronese e Domenica Sella, oriundos de Monte Magrè em Schio, cuja família ganharia projeção como grandes produtores de uva e vinho, construindo um casarão de pedra que hoje é um dos marcos da arquitetura italiana na região.
O menino Luiz, contudo, não gostava da vida no campo, e desde cedo demonstrou ter interesse pela ciência. Ainda um jovem, a partir de instruções encontradas em um compêndio de ciências trazido da Itália pelo pai, pôde fabricar pólvora, fogos de artifício e foguetes, que eram usados em festas locais. Vivendo no meio vinícola, sabia que nos barris de vinho acumulava-se um resíduo, e descobriu, pelas suas leituras, que poderia ser refinado para a produção de tartaratos, substâncias utilizadas na culinária e na medicina. Sabia ainda que a qualidade do vinho podia ser melhorada pela adição de determinadas substâncias químicas e pelo processamento através de determinados meios. A tecnologia vinícola dos colonos era muito artesanal, e isso, associado à circunstância de que os solos da região são ácidos, resultava em um vinho de baixa qualidade que rapidamente se convertia em vinagre.
Para testar suas ideias Luiz montou um pequeno laboratório. Auxiliado pelos irmãos, pesquisou e desenvolveu produtos e procedimentos corretivos da acidez e estabilizadores do vinho, melhorando seu aroma, sua cor e seu sabor. Diz a tradição que seu pai não deu muito crédito a essas pesquisas, mas entre 1910 e 1911, com apoio e financiamento do tio Luiz Sella, ele viajou à Itália para obter mais conhecimentos e adquirir equipamentos. Na volta, em sociedade com o tio, fundou em Caxias a empresa Luiz Veronese & Cia., que é uma das mais antigas da cidade ainda em funcionamento (hoje Veronese Produtos Químicos), e que tinha como focos principais produzir tartaratos para a indústria alimentícia e farmacêutica, e substâncias destinadas a melhorar a qualidade do vinho. Em 20 de abril de 1912 a imprensa anunciava que havia iniciado a produção de cremor tártaro, o qual, "dado á analise do Laboratorio de Hygiene em P. Alegre, foi julgado, em qualidade, equal ao importado do extrangeiro". Não deixou de continuar produzindo seus foguetes e fogos, embora este ramo logo fosse abandonado. Em 1915 estava associado a Lino Sassi e Benvenuto Ronca em uma fábrica de ácido acético como seu diretor químico.

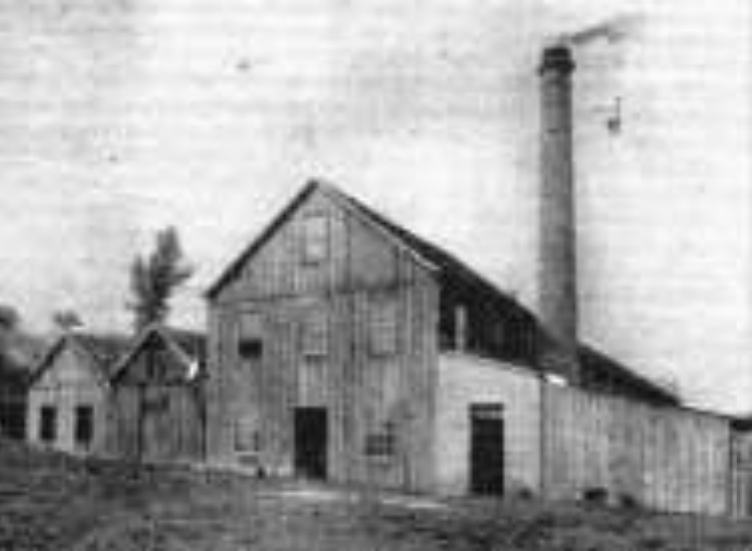
Primeiras instalações da Luiz Veronese & Cia.

Após o falecimento de Felice Veronese, os outros irmãos e a viúva se mudaram para Caxias do Sul. Em 1917 Luiz casou-se com a professora Antonieta Agostinelli, com quem teria quatro filhos: Cláudio, Nelly, Roberto Félix e Mário José. Em 1918 sua competência foi reconhecida pelo Governo do Estado, nomeando-o diretor do Laboratório de Análises de Caxias do Sul, mas renunciou em 1920. Ao longo dos anos as instalações da indústria foram ampliadas, foram incorporados como sócios seus irmãos Atílio, Henrique e Ernesto, e a Veronese foi diversificando sua produção. Em 1925 foi elogiada em um álbum comemorativo dos 50 anos da imigração italiana no Rio Grande do Sul publicado pelo Governo do Estado e o Consulado da Itália, quando já produzia também fosfato de sódio, fosfato de cálcio, fosfato de potássio, bissulfito de sódio, sulfito de sódio, sulfato de sódio, nitrato de prata, dextrina, carbono, acetato de amila, éter acético, álcool amílico e álcool etílico, entre outras substâncias.

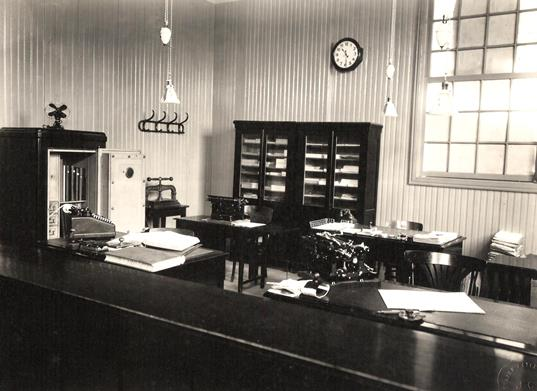
Escritórios da Veronese na década de 1930.

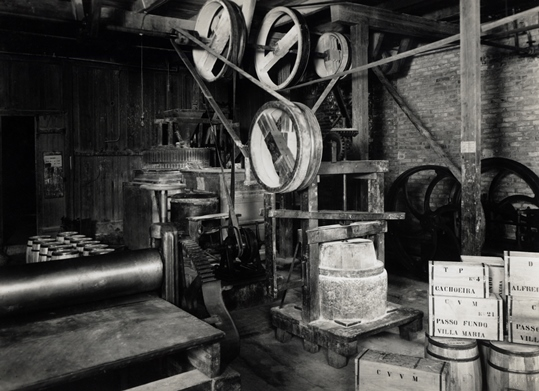
Maquinário da Veronese na década de 1930.

A evolução da firma não foi fácil, era um mercado ainda por abrir, e na década de 1920 chegou a ir a leilão, mas na década de 1930 várias iniciativas oficiais deram apoio ao setor do vinho, que era a base da economia regional, buscando sua valorização nos mercados e a modernização e qualificação da produção, e Luiz Veronese, também engajado diretamente nesta campanha, enfim começou a encontrar condições mais favoráveis para que sua empresa desse um salto no crescimento. Em 1937 a revista Terra Fluminense a citava como uma das principais químicas do país, com uma rede de representantes em Porto Alegre, Pelotas, Bahia, Rio de Janeiro, São Paulo, Ceará e Paraná. Em 1939 o jornal O Momento a descrevia como uma das locomotivas da economia caxiense. No período da II Guerra Mundial surgiram novos problemas pelo racionamento de energia elétrica. Em vista da carência crônica, que afetava a produtividade das indústrias, a Veronese participou da construção de uma usina hidroelétrica no Rio São Marcos. Em 1950 foi destacada em um grande álbum comemorativo dos 75 anos da imigração italiana.
Luiz Veronese tornou-se conhecido como um amigo dos agricultores e ganhou o respeito dos caxienses pelas suas conquistas profissionais, mas também pelo seu envolvimento com a beneficência e a comunidade. Teve mais de duzentos afilhados, fundou a Casa da Criança para os filhos dos operários e doou terrenos para construção de escolas. Foi alferes da Guarda Nacional, membro de um comitê para angariar recursos para os combatentes italianos na I Guerra Mundial, membro da Comissão de Propaganda da Exposição Municipal comemorativa dos 50 anos da imigração, e legionário do grupo Universidade Católica. A historiadora Loraine Slomp Giron o considerou um dos exemplos mais representativos do próspero empresariado caxiense. Foi biografado por sua filha, a escritora e poetisa Nelly Veronese Mascia, no livro De um Imigrante Nasce um Químico. Hoje seu nome batiza uma rua em Caxias.
Depois de seu desaparecimento a Veronese Produtos Químicos continuou em uma trajetória ascendente, na década de 1960 já se expandia para incorporar o mercado farmacêutico, as essências e fragrâncias, celulose, produção de vidros planos, tratamento de metais, entre outros. Hoje ainda é administrada pela família fundadora e é uma das empresas mais conhecidas e tradicionais da região, com produto reputado nacionalmente. A partir de 2000 lançou-se no mercado internacional e exporta para países dos quatro continentes. Mantém unidades em Caxias, São Marcos, São Francisco de Paula e Taubaté.
A Veronese é considerada uma parte significativa da história econômica e social de Caxias do Sul, e seu edifício histórico com seu alto  chaminé é um dos ícones da arquitetura industrial da cidade. No seu centenário em 2011 sua história foi resgatada no livreto comemorativo dos 70 anos do Sindicato das Indústrias Químicas no Estado do Rio Grande do Sul (SINDIQUIM) e no livro Veronese Produtos Químicos, do Pioneirismo à Economia Global — 100 anos de uma empresa brasileira, dos pesquisadores Tânia e Charles Tonet. Em 2012, em cerimônia realizada no Dia do Químico, a empresa recebeu o Prêmio Destaques da Química, concedido pelo SINDIQUIM. O informativo do Conselho Regional de Química noticiou o evento enfatizando o papel de Luiz Veronese como um dos pioneiros da indústria química no estado, e elogiando a empresa que fundou como "uma marca sólida no segmento de insumos". Rodrigo Lopes a comemorou em dois artigos de sua coluna "Memória", no jornal Pioneiro, chamando seu fundador de "reconhecido visionário na indústria química de Caxias do Sul", e dizendo que "a Veronese Produtos Químicos teve importância fundamental no desenvolvimento da vitivinicultura na Serra", com "uma trajetória que tornaria a Veronese uma marca de referência no segmento".